# Kattenturm (Schiff, 1907)
Die 1907 in Dienst gestellte Kattenturm der Deutschen Dampfschiffahrtsgesellschaft „Hansa“ (DDG „Hansa“) war der erste und einzige Turmdecker der Reederei. Sie war das erste Schiff der Reederei, dessen Namen mit -turm endete, wie bis 1911 noch acht weitere Schiffe der Warturm-Klasse.
Die Kattenturm blieb ein Einzelschiff. Zu Beginn des Ersten Weltkrieges befand sie sich im Mittelmeer. 1916 wurde sie von der italienischen Regierung beschlagnahmt. Als Pontida in Fahrt, ging sie am 21. November 1917 durch einen Minentreffer vor Varazze verloren.

## Geschichte des Schiffes
Am 2. November 1906 lief erstmals ein Schiff für die Deutsche Dampfschifffahrts-Gesellschaft „Hansa“ bei der Werft William Doxford & Sons Ltd. in Sunderland vom Stapel. Der Neubau mit der Baunummer 375 erhielt den Namen Kattenturm nach einem nicht mehr vorhandenen Wachturm, zeitweise sogar kleinem Fort, das den Übergang der Landstraße nach Syke über die bis heute die Grenze des Bremer Gebietes bildende Ochtum sicherte. Dieser Turm stand allerdings im heutigen Ortsteil Kattenesch, neben dem jetzigen Stadtteil Kattenturm. Die Endung -turm wurde von der DDG „Hansa“ nach -fels, -eck, -stein und -burg erstmals verwandt, vermutlich weil es sich bei dem Neubau um einen Turmdecker handelte. Dieser Typ war vor der Jahrhundertwende speziell für den Transport von Massengütern entwickelt worden. Die britische Werft war fast der alleinige Hersteller dieses Schiffstyps.
Der Neubau war 121,6 m lang, 17,22 m breit und hatte einen Tiefgang von 6,3 m. Das Schiff wurde mit 6018 BRT vermessen und besaß eine Tragfähigkeit von 8600 t. Eine Dreifach-Expansionsdampfmaschine der Bauwerft von 2500 PS gab ihm eine Geschwindigkeit von 11 kn. Diese Daten glichen weitgehend den zeitgleich beschafften Schiffen der Rheinfels-Klasse.
Die Kattenturm wurde am 2. Januar 1907 abgeliefert und im Liniendienst der Reederei eingesetzt. Im normalen Liniendienst dürften sich die baubedingt kleinen Ladeluken für die üblichen Lasten der Reederei nicht sonderlich bewährt haben. Seit 1907 fuhr die DDG „Hansa“ auch von New York bis nach Australien, und 1910, 1912 und 1913 führte auch die Kattenturm derartige Reisen durch. Die Reise 1913 begann im Mai in den USA und nach der Verteilung der Ladung für Australien bis nach Brisbane ging das Schiff nach Newcastle (New South Wales), um von dort die Rückreise mit einer vollen Ladung Kohlen bis nach Singapur zu beginnen.
Ein Folgeauftrag für Schiffe dieses Typs wurde nicht erteilt.
Ab 1908 folgte eine Klasse von acht Schiffen, die ebenfalls nach ehemaligen Bremer Wehrtürmen benannt waren. Die Schiffe der Warturm-Klasse hatten bei etwa gleichen Außenmaßen eine Tragfähigkeit von 7600 und 8200 tdw und entstanden bis 1911 auf vier Bauwerften. Während bei Tecklenborg fünf Schiffe 1908, 1909 und 1911 entstanden, lieferten Swan Hunter 1908, die FSG 1909 und die AG Weser 1911 je ein Schiff.

### Kriegsschicksal
Am 5./6. August 1914 gehörte die Kattenturm mit dem Reichspostdampfer General (8063 BRT), der Ambria (5463 BRT) der Hapag und der Barcelona (5446 BRT) von Sloman zu den deutschen Handelsschiffen, die in Messina die Mittelmeerdivision der Kaiserlichen Marine (Goeben und Breslau) mit Kohlen für den Durchbruch nach Konstantinopel versorgten. Die Marine hatte die Handelsschiffe nach Messina beordert, wo die deutschen Kriegsschiffe nach der Beschießung algerischer Häfen ihre Vorräte ergänzen sollten, bevor sie in die Türkei durchbrechen wollten. Da die deutschen Schiffe nicht für die Bekohlung der Kriegsschiffe vorbereitet waren und die italienischen Behörden zur Wahrung der Neutralität jegliche Unterstützung der formal noch verbündeten Deutschen verweigerten, gelang es nur, 1500 t von den Handelsschiffen in der vorgegebenen Zeit auf die Kreuzer umzuladen.
Im September 1914 verlegte die Kattenturm nach Syrakus auf Sizilien und sie wurde dort interniert und bei Kriegseintritt Italiens auf Seiten der Entente beschlagnahmt. Am 26. August 1916 wurde sie von der italienischen Regierung als Pontida in Fahrt genommen.
Am 21. November 1917 erlitt das mit einer Getreideladung aus den USA kommende Schiff einen Minentreffer vor Varazze westlich von Genua und sank. Ein Mann starb beim Untergang der ehemaligen Kattenturm.

### Weitere Schiffe der DDG Hansa mit dem NamenKattenturm
1944 gab es wieder eine Kattenturm (1944/45), als das erste Standard-Frachtschiff vom Typ Hansa-A für die DDG „Hansa“ vom Stapel lief. Das 1923 BRT große Schiff wurde bei Kriegsende in Brunsbüttel von den Briten beschlagnahmt und blieb unter verschiedenen Namen und britischer, griechischer und panamaischer Flagge bis 1969 im Dienst. Die sieben für die DDG „Hansa“ in Bau befindlichen Schiffe des Typs A erhielten alle Turm-Namen, fünf wurden bis 1945 abgeliefert.
Eine dritte Kattenturm (1956–1962) entstand im Oktober 1956 durch Umbenennung der vierten Stahleck der Reederei, ebenfalls ein Schiff vom Typ Hansa A, das unfertig den Krieg überlebt hatte und im Oktober 1952 für die DDG Hansa fertiggebaut worden war. Das 1962 nach Panama verkaufte Schiff wurde 1977 abgebrochen. Von 1952 bis 1956 nahm die DDG „Hansa“ drei weitere Hansa-A Schiffe in Dienst, die bis 1964 wieder ausgesondert wurden.
Die vierte Kattenturm (1966–1981) kam im März 1966 als „off shore“-Versorger von 496 BRT in Dienst. Von diesem Typ erhielt die Reederei über verschiedene Finanzierungsmodelle insgesamt zwölf Boote, deren Namen auf -turm oder -tor endeten. Ab Oktober 1975 erfolgte bei der Elsflether Werft der Umbau der Kattenturm zum Taucherbasisschiff. Nach dem Konkurs der DDG „Hansa“ wurde das Schiff 1981 nach Mexiko verkauft und in Huichol umbenannt. Am 14. Dezember 1985 ging die Huichol im Cantarell Ölfeld etwa 36 Seemeilen nordöstlich von Ciudad del Carmen im Golf von Campeche unter. Von den 77 Mann der Besatzung konnten nur 33 gerettet werden.